# Le Marigot
Le Marigot ist eine seit 1889 bestehende französische Gemeinde im Übersee-Département Martinique mit 2991 Einwohnern (Stand 1. Januar 2022). Sie gehört administrativ zum Arrondissement La Trinité. Die Bewohner nennen sich die Marigotain(e)s. Le Marigot gehörte bis zu dessen Auflösung 2015 zum Kanton Le Marigot.

## Geographie
Le Marigot liegt im Nordosten der Insel, direkt am Atlantischen Ozean und wird von der Route nationale N1 passiert. Örtliche Quartiere heißen Charpentier, Garanne, Plateforme, La Marie, Duhamelin, Fonds-d’Or, Sénéchal, Le Bourg, La Pointe, Dehaumont, Fleury, Papin, Durand, Dominante, Dussaut, Duvallon, Grand-Desgras, La Débite, Crassous und Fonds-Dominique.

## Bevölkerungsentwicklung
| 1961 | 1967 | 1974 | 1982 | 1990 | 1999 | 2006 | 2010 | 2011 |
| ---- | ---- | ---- | ---- | ---- | ---- | ---- | ---- | ---- |
| 3548 | 3715 | 3842 | 3498 | 3587 | 3663 | 3696 | 3603 | 3586 |